# Lövvivlar
Lövvivlar (Phyllobius) är ett släkte skalbaggar i familjen vivlar.

## Kännetecken
Kroppen på dessa skalbaggar är tätt beklädd med metallglänsande fjäll. Färgen varierar beroende på art. De kan vara gröna, blåa eller brunaktiga. De nöts bort ganska lätt. Äldre exemplar kan nästan helt sakna fjäll och är då svarta. Längden varierar mellan 5 och 11 millimeter.

## Levnadssätt
Dessa skalbaggar är ofta mycket talrika på våren och försommaren. Man hittar dem på lövträd och buskar där de gnager med sina snyten på knopparna och bladen. Larverna är jordlevande och livnär sig på rötter. 

## Systematik

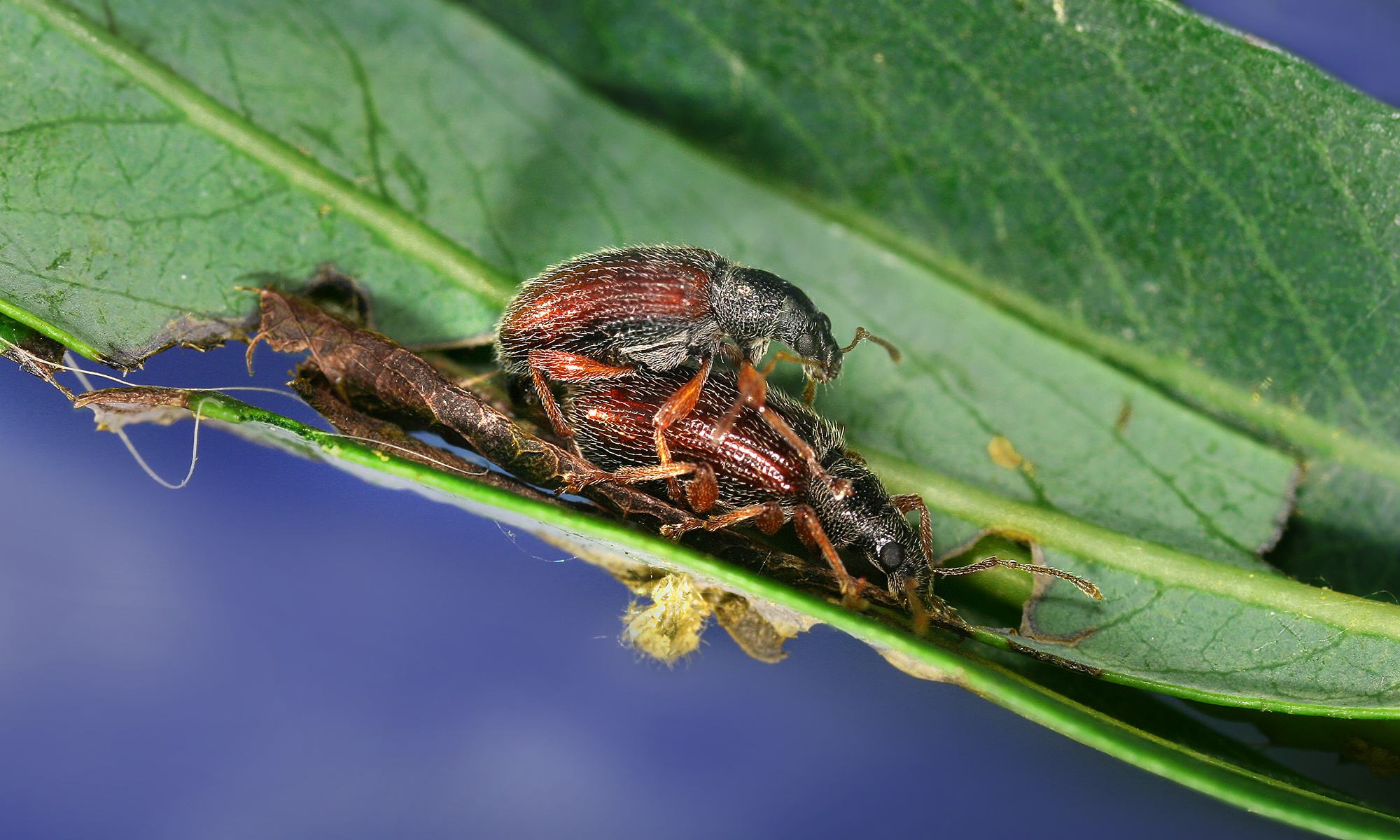
Art i släktet Phyllobius

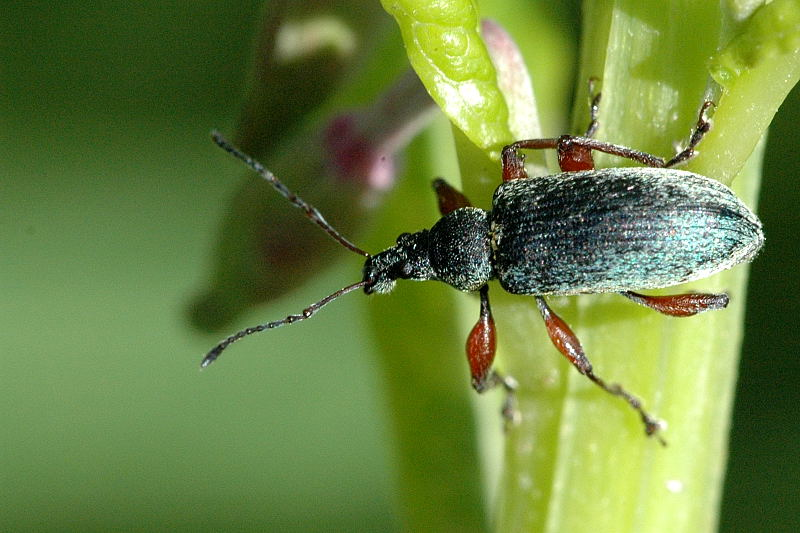
Phyllobius glaucus

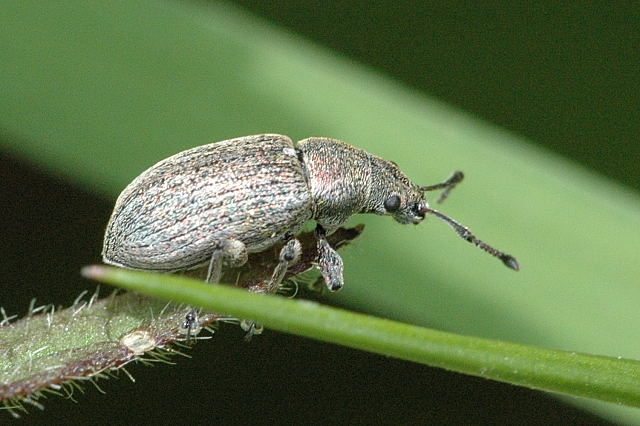
Phyllobius pyri

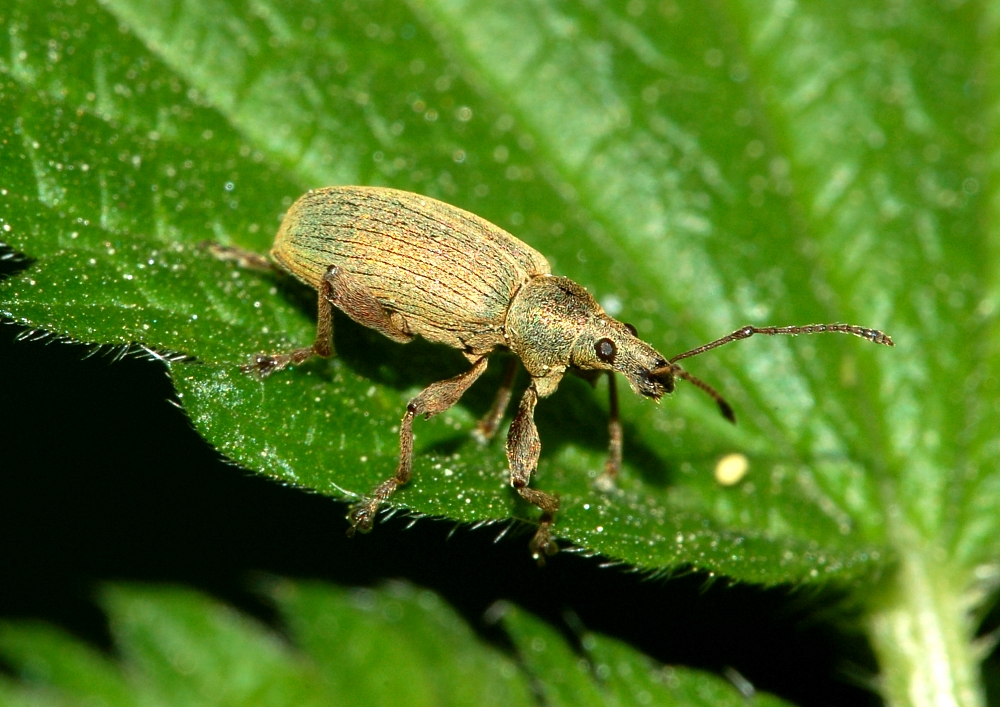
Art i släktet Phyllobius

Nedan följer 86 arter och underarter som förekommer i Europa. Av dessa förekommer nio i Sverige.
| - Phyllobius achardi Desbrochers, 1873 - Phyllobius aetolicus Apfelbeck, 1901 - Phyllobius aetolicus aetolicus Apfelbeck, 1901 - Phyllobius aetolicus albanicus Apfelbeck, 1916 - Phyllobius alpinus Stierlin, 1859 - Phyllobius arborator (Herbst, 1797) - Phyllobius argentatus (Linnaeus, 1758) - Phyllobius argentatus argentatus (Linnaeus, 1758) - Phyllobius betulinus (Bechstein & Scharfenberg, 1805) - Phyllobius betulinus betulinus (Bechstein & Scharfenberg, 1805) - Phyllobius betulinus hellenicus Apfelbeck, 1916 - Phyllobius brenskei Schilsky, 1911 - Phyllobius brevis Gyllenhal, 1834 - Phyllobius bulgaricus Apfelbeck, 1916 - Phyllobius calcaratus (Fabricius, 1792) - Phyllobius canus Gyllenhal, 1834 - Phyllobius contemptus Schoenherr, 1832 - Phyllobius crassipes Motschulsky, 1860 - Phyllobius cupreoaureus Stierlin, 1861 - Phyllobius cylindricollis Gyllenhal, 1834 - Phyllobius dispar Redtenbacher, 1849 - Phyllobius dispar dispar Redtenbacher, 1849 - Phyllobius dispar merditanus Apfelbeck, 1916 - Phyllobius emeryi Desbrochers, 1873 - Phyllobius emgei Stierlin, 1887 - Phyllobius etruscus Desbrochers, 1873 - Phyllobius euchromus Reitter, 1885 - Phyllobius fessus Boheman, 1843 - Phyllobius flecki Reitter, 1906 - Phyllobius fulvago Gyllenhal, 1834 - Phyllobius fulvagoides Reitter, 1885 - Phyllobius ganglbaueri Apfelbeck, 1916 - Phyllobius glaucus (Scopoli, 1763) - Phyllobius haberhaueri Apfelbeck, 1916 - Phyllobius insidiosus Pesarini, 1981 - Phyllobius insulanus Schilsky, 1911 - Phyllobius jacobsoni Smirnov, 1913 - Phyllobius korbi Schilsky, 1908 - Phyllobius lateralis Reiche, 1857 - Phyllobius lateralis lateralis Reiche, 1857 - Phyllobius lateralis stierlinensis Desbrochers, 1873 - Phyllobius leonisi Pic, 1902 - Phyllobius longipilis Boheman, 1843 | - Phyllobius maculicornis Germar, 1824 - Phyllobius maculicornis lucanus Solari & Solari, 1903 - Phyllobius maculicornis maculicornis Germar, 1824 - Phyllobius meschniggi Solari, 1938 - Phyllobius montanus Miller, 1862 - Phyllobius noesskei Apfelbeck, 1916 - Phyllobius nudiamplus Reitter, 1916 - Phyllobius nudiamplus pinkeri Voss, 1964 - Phyllobius oblongus (Linnaeus, 1758) - Phyllobius pallidus (Fabricius, 1792) - Phyllobius pellitus Boheman, 1843 - Phyllobius peneckei Solari, 1931 - Phyllobius pilicornis Desbrochers, 1873 - Phyllobius pilipes Desbrochers, 1873 - Phyllobius pomaceus Gyllenhal, 1834 - Phyllobius pyri (Linnaeus, 1758) "Äpplelövvivel" - Phyllobius pyri italicus Solari & Solari, 1903 - Phyllobius pyri pyri (Linnaeus, 1758) - Phyllobius pyri reicheidius Desbrochers, 1873 - Phyllobius quercicola Apfelbeck, 1916 - Phyllobius raverae Solari & Solari, 1903 - Phyllobius rhodopensis Apfelbeck, 1898 - Phyllobius roboretanus Gredler, 1882 - Phyllobius rochati Pesarini, 1981 - Phyllobius romanus Faust, 1890 - Phyllobius schatzmayri Pesarini, 1981 - Phyllobius seladonius Brullé, 1832 - Phyllobius squamosus C. Brisout, 1866 - Phyllobius subdentatus Boheman, 1843 - Phyllobius thalassinus Gyllenhal, 1834 - Phyllobius transsylvanicus Stierlin, 1894 - Phyllobius tuberculifer Chevrolat, 1865 - Phyllobius valonensis Apfelbeck, 1916 - Phyllobius versipellis Apfelbeck, 1916 - Phyllobius vespertilio Faust, 1884 - Phyllobius vespertilio quercetorum Arnoldi, 1965 - Phyllobius vespertinus (Fabricius, 1792) - Phyllobius virideaeris (Laicharting, 1781) - Phyllobius virideaeris cinereipennis Gyllenhal, 1834 - Phyllobius virideaeris padanus Pesarini, 1975 - Phyllobius virideaeris pedestris Schilsky, 1911 - Phyllobius virideaeris virideaeris (Laicharting, 1781) - Phyllobius viridicollis (Fabricius, 1792) - Phyllobius xanthocnemus Kiesenwetter, 1852 |